# Gmain (Isen)
Gmain  ist ein Gemeindeteil des Marktes Isen im oberbayerischen Landkreis Erding.

## Lage
Der Weiler Gmain liegt in der Gemarkung Westach, 900 Meter östlich von Isen oberhalb der aufgelassenen Trasse der ehemaligen Bahnlinie nach Haag. Deren Bahndamm wurde vom Ortsverschönerungsverein bepflanzt und mit Ruhebänken und Vogelnistkästen bestückt. Er wird heute Rentnerweg genannt.

## Bevölkerungsentwicklung
Im Mai 1987 lebten in Gmain 26 Einwohner in fünf Wohngebäuden, die in zehn Wohnungen aufgeteilt waren.
| Jahr      | 1925 | 1950 | 1970 | 1987 |
| Einwohner | 23   | 21   | 17   | 26   |